# Lizarraga de Izagaondoa
Lizarraga de Izagaondoa (Lizarraga Itzagaondoa en euskera) es una localidad de 46 habitantes situada en la Comunidad Foral de Navarra, en la merindad de Sangüesa, comarca de Aoiz, en la parte occidental del Valle de Izagaondoa. No se debe confundir este pueblo con Lizarraga-Ergoyena y Lizarragabengoa.

## Geografía
Lizarraga de Izagaondoa pertenece al Prepirineo Navarro, englobado en la llamada Montaña Navarra. La localidad limita, por el norte, con Idoate, valle de Izagaondoa, y Urroz; por el sur con Unciti y Najurieta ,ambos del valle de Unciti; por el este con Artáiz, valle de Unciti, y Mendinueta, valle de Izagaondoa; y por el oeste con Ilundáin, en el valle de Aranguren.

## Historia
La primera referencia a Lizarraga data del año 928, cuando aparece nombrado por primera vez el párroco de dicho pueblo.  En 1210, Lizarraga e Idoate reciben los fueros sobre el pago de las pechas de manos del rey de Navarra Sancho VII el Fuerte. Aparece en el Libro de Fuegos de 1366 dentro de la "Val d'Yçagondo" como "Liçarraga", con 7 fuegos. En 1532, los vecinos de Lizarraga reciben, en forma de censo perpetuo firmado con Miguel de Azpilicueta, hermano de San Francisco Javier, el derecho a trabajar las tierras del despoblado de Santa Constanza, dentro de las cuales se encuentra el Gran Roble de Lizarraga.
En 1742 se inauguró la nueva iglesia parroquial en su actual emplazamiento, y en 1767 se fundó la cofradía del Santísimo Rosario, que actualmente sigue existiendo. La casa parroquial está fechada en 1829, y el frontón, en 1864. La persona probablemente más conocida originaria de este pueblo fue Don Joaquín de Undiano y Huici. Siendo vicario de Lizarraga, impulsó la creación de una Sociedad económica de Amigos del País en Navarra. La necesidad de llevar a cabo reformas liberales, además de defender la agricultura y el desarrollo de la industria le llevaron a presentar un escrito a las Cortes de Navarra en 1817. La sociedad finalmente no se llevó a cabo. El carácter liberal del párroco provocó que fuera sometido a un proceso judicial, en 1822.
Recientemente ha sido publicado un libro que trata, en más de 700 páginas, la historia de este pueblo. En él se detallan todos los acontecimientos que han sido localizados sobre Lizarraga y otros pueblos de la zona. Además, incluye los árboles genealógicos de todas las casas del pueblo.

## Demografía
| Gráfica de evolución demográfica de Lizarraga de Izagaondoa entre 2000 y 2024 |
|                                                                               |
| Datos según el nomenclátor publicado por el INE.                              |

## Arquitectura

### Arquitectura civil
De entre el caserío del pueblo destacan varias casas del siglo XVI, con arcos de medio punto y apuntados en las entradas, que pueden llevar incorporado un escudo. Además, algunas de las casas también presentan ventanas geminadas en la fachada.
Por otra parte, en casa Zandueta se encuentra situado el "Petrus Museum", lugar que acoge un museo dedicado a la etnografía y a la figura del maestro del siglo XII "Petrus", famoso por su firma en un capitel de la iglesia de Guerguitiáin, también en el valle de Izagaondoa, y sus trabajos en otras iglesias románicas de Navarra.
Además, cerca de la entrada del pueblo se encuentra el frontón, de mediados del XIX.

### Monumentos religiosos
- Iglesia parroquial de Santa Eulalia

La iglesia es de origen medieval, donde en su lugar se encontraba una ermita, aunque se llevaron a cabo diversas reformas en el siglo XVIII, al trasladar la iglesia parroquial allí, que le dieron el actual aspecto barroco. De la anterior parroquia se conserva el arco de entrada, románico del siglo XIII.
El retablo de Santa Eulalia de Mérida es de la segunda mitad del siglo XVI. En el primer cuerpo se encuentra una representación de la Última Cena, el Sagrario y la Caída del Calvario. En el segundo se encuentra el Juicio de Santa Eulalia, la figura titular, y el Martirio de la misma. En el ático podemos observar el Calvario, flanqueado por un obispo y San Esteban, y en las esquinas las figuras de Adán y Eva. Igualmente, a los lados del retablo mayor se puede observar dos retablos más pequeños, cada uno con una figura del segundo tercio del siglo XVI, una de San Antón, y la otra de Santa Catalina.
En el Lado del Evangelio se encuentra, dentro de un retablo barroco, la Virgen del Rosario, del siglo XIII. Justo enfrente podemos ver un retablo de la Inmaculada Concepción.
En el Lado de la Epístola se puede observar un retablo del Corazón de Jesús, y enfrente otro más pequeño de San Isidro.
Gracias a una iniciativa vecinal, denominada "Proyecto Lizarraga 2017", se va a llevar a cabo una actuación para reparar el tejado de la iglesia parroquial. La iniciativa ha surgido con el objetivo de conmemorar dos aniversarios del pueblo, uno del traslado de la iglesia y otro de la cofradía, y dar difusión a todo el patrimonio cultural, natural e histórico-artístico del pueblo.

## Robledal de Lizarraga
Dentro del término del pueblo se encuentra el llamado Robledal de Lizarraga. Este se compone de un grupo de robles de cerca de 500 años de edad, de entre los que sobresale el Gran Roble de Lizarraga, nombrado Monumento Natural de Navarra en 2009. Pertenecieron a la familia de San Francisco Javier, dado que se encuentran en los alrededores del despoblado medieval de Santa Constanza, cedido a los vecinos de Lizarraga en 1532 junto con sus tierras. Desde hace unos años hay un sendero rural que va desde la parte alta del pueblo hasta el robledal, y vuelve por un camino agrícola hasta el pueblo. Para más información hay diversas páginas que contienen la ruta del sendero. 